# Farajollah Salahshour
Farajollah Salahshour (persan : فرج‌ الله سلحشور), né le 3 novembre 1952 à Qazvin (Iran) et mort le 27 février 2016 à Téhéran (Iran), était un réalisateur iranien. Il a réalisé plusieurs films et séries télévisées religieux populaires, dont Prophète Joseph et Les Hommes d'Angelos (sur les Sept Dormants d'Éphèse). Il avait une vision conservatrice et croyait au cinéma islamique. Il est décédé d'un cancer du poumon le 27 février 2016.
L'œuvre de Salahshour était principalement axée sur la tradition islamique et le Coran. Il est décédé avant d'avoir terminé son film ou sa série télévisée suivant sur le prophète Moïse, et la série est restée inédite.